# Discografia de KVSH
A discografia de KVSH, um disc jockey (DJ) e produtor musical brasileiro é composta por trinta e sete singles.

## Singles

### Como artista principal
| Canção                                                                                | Ano  | Certificações | Álbum                          |
| ------------------------------------------------------------------------------------- | ---- | ------------- | ------------------------------ |
| "Feel It"                                                                             | 2015 |               | Não incluso em álbum           |
| "Fated"                                                                               | 2015 |               | Não incluso em álbum           |
| "Do It"                                                                               | 2015 |               | Do It - EP                     |
| "Potter"                                                                              | 2016 |               | Não incluso em álbum           |
| "Want Me" (com DUX e Guido)                                                           | 2016 |               | Strandfieber-Festival, Vol. 4  |
| "Puro Êxtase" (com participação de Breno Miranda)                                     | 2016 |               | Não incluso em álbum           |
| "Rain" (com DUX com participação de Rae)                                              | 2017 |               | Não incluso em álbum           |
| "Tokyo Drift"                                                                         | 2017 |               | Não incluso em álbum           |
| "Sede Pra Te Ver" (com Breno Rocha e Breno Miranda)                                   | 2017 |               | Não incluso em álbum           |
| "Pieces" (com participação de Breno Miranda)                                          | 2017 |               | Não incluso em álbum           |
| "Suavemente" (com Beowülf)                                                            | 2017 |               | Não incluso em álbum           |
| "Eu Não Valho Nada" (com Samhara e Lagum)                                             | 2017 |               | Não incluso em álbum           |
| "Dias Melhores (Remix)" (com FLOW e Jota Quest)                                       | 2018 |               | Não incluso em álbum           |
| "Cante por Nós" (com Vintage Culture e Breno Miranda)                                 | 2018 | - : Diamante  | Não incluso em álbum           |
| "Dangerous" (com Lowderz)                                                             | 2018 |               | Não incluso em álbum           |
| "Tsunami" (com Buzter e Mad Dogz)                                                     | 2018 |               | Não incluso em álbum           |
| "Mas Que Nada" (com Breaking Beatz)                                                   | 2018 |               | Não incluso em álbum           |
| "Jogo do Amor" (com participação de Calé)                                             | 2018 |               | Não incluso em álbum           |
| "Bola de Good" (com Madragora e Samantha Machado)                                     | 2018 |               | Disc 1                         |
| "In Time" (com Malifoo)                                                               | 2018 |               | Não incluso em álbum           |
| "I Don't Know Why" (com MOJJO)                                                        | 2019 |               | Não incluso em álbum           |
| "Me Gusta" (com Beowülf e Flakkë com participação de Emy Perez)                       | 2019 | - : Platina   | Não incluso em álbum           |
| "Can't Get Over You" (com The Otherz e FRÖEDE)                                        | 2019 | - : Platina   | Não incluso em álbum           |
| "Potter 2.0" (com JØRD)                                                               | 2019 | - : Ouro      | Não incluso em álbum           |
| "Lasers" (com LOthief)                                                                | 2019 |               | Não incluso em álbum           |
| "Louquinha" (com Dennis DJ, Dubdisko com participação de K9)                          | 2020 |               | Não incluso em álbum           |
| "Save You Now" (com Zerky e FRÖEDE)                                                   | 2020 |               | Não incluso em álbum           |
| "Steal Your Love" (com Bruno Be e Fagin)                                              | 2020 |               | Não incluso em álbum           |
| "Rhythm of the Night" (com Felguk)                                                    | 2020 |               | Não incluso em álbum           |
| "Love It (Sun Goes Down)" (com Dubdogz e DISORDER com participaação de Lauren Nicole) | 2020 |               | Não incluso em álbum           |
| "So What" (com LOthief e Diskover com participação de Willa)                          | 2020 |               | Não incluso em álbum           |
| "Gimme Gimme (Remix)" (com Samhara e Lucas Borchardt)                                 | 2020 |               | Não incluso em álbum           |
| "Terrified" (com Vintage Culture e Bruno Be com participação de The Beach)            | 2020 |               | Vintage Culture & Friends 4 EP |
| "Sicko Drop" (com Shillist)                                                           | 2021 |               | Não incluso em álbum           |
| "Várias Queixas (Radio Edit)" (com Vintage Culture e Gilsons)                         | 2021 |               | Não incluso em álbum           |
| "Smoke Me" (com CRÜPO e Conan Mac)                                                    | 2021 |               | CONTROVERSIA by Alok Vol. 001  |
| "Um Lugar" (com Sest)                                                                 | 2021 |               | Sessão de Boa                  |

### Outras aparições
| Canção       | Ano  | Outro(s) Artista(s) | Álbum                            |
| ------------ | ---- | ------------------- | -------------------------------- |
| "Descontrol" | 2020 | Vintage Culture     | Vintage Culture & Friends 3 - EP |

## Remixes
| Título                               | Artista original                                        | Ano  | Certificações | Álbum                |
| ------------------------------------ | ------------------------------------------------------- | ---- | ------------- | -------------------- |
| "Young, Wild 'n Free (KVSH Bootleg)" | Snoop Dogg e Wiz Khalifa com participação de Bruno Mars | 2018 |               | Não incluso em álbum |
| "Sorri, Sou Rei (KVSH Remix)"        | Natiruts                                                | 2018 | : 2× Platina  | Não incluso em álbum |
| "Bem Melhor (KVSH Remix)"            | Lagum                                                   | 2018 |               | Não incluso em álbum |
| "Oi (KVSH & LOthief Rework)"         | Lagum                                                   | 2019 |               | Não incluso em álbum |
| "Monalisa (KVSH Remix)"              | Xamã                                                    | 2019 |               | Não incluso em álbum |
| "Guerra e Paz (KVSH Remix)"          | Jota Quest                                              | 2020 |               | Não incluso em álbum |
| "Amor de Fim de Noite (KVSH Remix)"  | Orochi                                                  | 2021 |               | Não incluso em álbum |